# Gigasiphon macrosiphon
Gigasiphon macrosiphon ist ein recht seltener Baum in Familie der Hülsenfrüchtler aus Kenia und Tansania. Die Art gilt als gefährdet.

## Beschreibung
Gigasiphon macrosiphon wächst als immergrüner Baum bis zu 20 Meter hoch.
Die wechselständigen, einfachen und gestielten Laubblätter sind mehr oder weniger herzförmig. Sie sind leicht ledrig, bis 16,5 Zentimeter groß, fast kahl, eiförmig bis rundlich oder verkehrt-eiförmig, ganzrandig und bespitzt bis spitz oder zugespitzt bis geschwänzt.
Es werden kurze, endständige, wenigblütige und traubige Blütenstände gebildet. Die dickgestielten, großen, duftenden, weißen und bei einem Kronblatt innen gelben bis weiß-rosa, zwittrigen Blüten sind fünfzählig mit doppelter Blütenhülle. Der außen fein rostig behaarte  Blütenbecher ist bis zu 13 Zentimeter lang und röhrig, stielartig. Die schmal-eilanzettlichen, zurückgelegten Kelchblätter sind bis 8 Zentimeter und die ausladenden, verkehrt-eiförmigen bis lanzettlichen Kronblätter bis 13 Zentimeter lang und bis 6 Zentimeter breit. Es sind 10 lange, freie Staubblätter vorhanden. Der lang gestielte, gynophore und längliche Fruchtknoten ist mittelständig mit relativ kurzem Griffel und kleiner, kopfiger Narbe.
Die flachen, nicht öffnenden, ledrigen, oft verdrehte Hülsenfrüchte sind bis 30 Zentimeter lang und bis 6,5 Zentimeter breit. Sie enthalten bis zu 6 braune, scheibenförmige, glatte, glänzende und bis 3 Zentimeter große Samen. Sie besitzen seitlich zwei hellere, fast ganz umlaufende, parallele, eingeritzte Linien.